# Havsborstmaskar
Havsborstmaskar, Polychaeta [-çε'ta], är en klass av ringmaskar.

## Beskrivning
Som namnet antyder kännetecknas de av ett flertal borst som sitter vid varje segment och som används som stöd eller som rörelseorgan. Med ett fåtal undantag lever alla havsborstmaskar i havet. Där förekommer de i alla regioner, alltså den pelagiala zonen, den demersala zonen samt i litoralzonen.
Det finns frisimmande arter och arter som är fästa vid havsbotten. Hittills finns drygt 10 000 arter beskrivna, fördelade på upp till 24 ordningar och över 80 familjer. Efter nyare morfologiska och molekylärgenetiska undersökningar är havsborstmaskarnas monofyletiska position omstridd. Enligt dessa studier är till och med stammen ringmaskar parafyletisk.
Havsborstmaskar förekommer i många olika skepnader. Detta beror främst på de olika levnadsområdena samt på deras olika strategier för att komma åt födan. Några former är rovdjur som har väl utvecklade ögon (delvis med ögonlins), andra arter är asätare och några filtrerar födan ur vattnet. Ett mycket ovanligt släkte är Riftia. Arterna av det släktet lever i symbios med arkéer.

## Havsborstmaskar och människor
När en människa trampar på en havsborstmask kan de hårda borsten tränga igenom huden och orsaka brännande smärtor. Borsten är dock inte giftiga och det är inte utrett vad som orsakar smärtoupplevelsen. 2008 isolerades från arten Eurythoe complanata ett ämne som fick namnet Complanin och som kan orsaka hudinfektioner.
Maskar av släktet Glycera kan bita människor och sedan injicera ett gift. Giftet är bara livsfarligt för allergiska personer.
Den enda arten som används som mat är Eunice viridis. Djurets bakkropp äts av befolkningen på Samoa och Fiji som delikatess och afrodisiakum.